# Schefflera rufa
Schefflera rufa är en araliaväxtart som beskrevs av David Gamman Frodin. Schefflera rufa ingår i släktet Schefflera och familjen araliaväxter. Inga underarter finns listade.